# 자유인 이회영
《자유인 이회영》(自由人 李會榮)은 2010년 8월 29일부터 2010년 9월 12일까지 방송했던 KBS 1TV 주말 특별 기획 드라마였는데 KBS는 《자유인 이회영》에 앞서 후속 프로그램 《근초고왕》을 방송할 예정이었으나 준비 미비 때문에 어려움을 겪어오자 《자유인 이회영》을 대타로 올렸다.
아울러 홍보 부재 등의 이유로 시청률이 저조하다는 평가를 받았으며 KBS 1TV 주말 특별 기획 드라마는 해당 프로그램을 마지막으로 폐지됐다.

## 프로그램 소개
독립 운동가 우당 이회영의 생애를 조명한 특별 기획 5부작 드라마

## 제작진

### 제작 자문·촬영 협조
- 우당 이회영 기념관

### 해설
- 김종성 (5회)

### 극본
- 곽인행
- 정현민
- 이민호
- 윤영수 (다큐멘터리)

### 연출
- 신창석
- 류지열 (다큐멘터리)

## 등장 인물

### 주요 인물
- 정동환 : 우당 이회영 역

1931년 상해에서 조직된 국제 아나키스트들의 비밀 결사 항일구국연맹의 지도자. 산하 행동대 흑색공포단을 지휘, 기관 파괴, 요인 암살 등 괴감한 항일무장투쟁을 주도한다. 삼한갑족이라고 하는 조선 최고의 명문가 출신으로 1910년 대한제국이 일제에게 국권을 침탈당하자 전 일가를 모두 이끌고 만주로 망명한다. 일제의 직책을 거부하고 배후에서 활동하는 이면지도자.
- 안재모 : 기무라 준페이 역

게이오 대학 문학부를 졸업한 제국신문 상해 종군기자. 진실을 세상에 알리는 저널리스트라는 직업에 자부심과 소명의식이 남다르다. 상해로 가던 중 천진에서 흑색공포단의 테러를 직접 목격하고 현장에서 이회영의 사진을 찍는다. 이때부터 일본의 직책을 거부하고 배후에서 활동하는 이회영의 삶에 관심을 갖는다. 하지만, 이회영을 취재하면서 감당하기 힘든 현실과 맞닥뜨리게 된다.

### 아나키스트
- 홍일권 : 정현섭 역 - 흑색공포단의 기획 및 연락책. 폭약 전문가. 이회영의 책사 역할을 함.
- 권오중 : 백정기 역 - 흑색공포단의 행동대장. 사격과 전투에 능함.
- 이아이 : 홍정화 역 - 흑색공포단의 일원
- 추수빈 : 어린 정화 역
- 최익준 : 이용준 역
- 정승우 : 유기문 역
- 김강일 : 사노 역 - 일본인
- 이정환 : 화균실 역 - 중국인

### 이회영의 가족
- 이대로 : 이석영 역 - 이회영의 둘째 형. 백부 이유원의 양자
- 김종찬 : 이규창 역 - 이회영의 4남. 흑색공포단의 일원
- 전광진 : 이규서 역 - 이석영의 막내 아들. 숙부 이회영의 체포에 결정적인 역할을 함.
- 조영진 : 성재 이시영 역 - 이회영 6형제의 다섯째. 민족주의자, 임정과 회영의 가교 역할. 훗날 대한민국의 초대 부통령
- 정종렬 : 홍홍순 역 - 홍정화의 아버지. 이회영의 가노

### 기무라 준페이의 주변 인물
- 최일화 : 기무라 엔도 역 - 기무라 준페이의 아버지. 조선총독부 정보참모장. 조선총독부의 실세
- 김규철 : 지국장 역 - 제국신문 상해 지국장. 기무라의 취재를 측면에서 지원해 주는 인물
- 김하균 : 옥관빈 역 - 상해 불자제약회사 사장. 과거 신민회 할동하다 105인 사건으로 투옥되기도 함.
- 장준호 : 스즈끼 역 - 천진영사관 직원
- 이정길 : 영사관 직원 역 - 상해 일본 총영사관 공안과 직원

### 일본인 & 중국인
- 김응수 : 미쓰와 (김판출) 역 - 조선인 출신 일본군 특무대 소좌. 이회영을 체포하기 위해 상해로 급파됨.
- 김병기 : 오꾸마 역 (특별출연) - 조선총독부 특무대장. 이회영을 체포하기 위해 미쓰와를 상해로 보냄.
- 고인범 : 왕아초 역 - 중국 상해주둔 19로군의 핵심 인물. 흑색공포단을 이용해 정적 왕정위를 제거하려 함. 상해사변 이후 홍콩으로 망명함.
- 정흥채 : 왕정위 역 (특별출연) - 국민당 외교부장. 골수 친일파
- 김경용 : 담엽 역 - 왕정위의 부관

### 그 외 인물
- 이영후 : 백범 김구 역
- 송용태 : 고종 황제 역
- 한태일 : 이건영 역 - 이회영의 첫째 형
- 유순철 : 중국 노인 역
- 김태영 : 일본 고위관료 역
- 허맹호 : 일본 특무대원 역
- 서성하 : 일본 형사 역
- 장소연 : 술집 기생 1 역
- 김견혜 : 술집 기생 2 역
- 김현수 : 동북의용군 사령부 요원 1 역
- 안훈 : 동북의용군 사령부 요원 2 역
- 진홍재 : 동북의용군 사령부 요원 3 역
- 이민호 : 동북의용군 사령부 요원 4 역
- 박승아 : 중국 소년 역

## 자유인 이회영 OST
- 들꽃 - 강신주

## 시청률
| 2010년      | 2010년      | 2010년         | 2010년         |
| 회차        | 방송일      | TNmS 시청률    | AGB 시청률     |
| 회차        | 방송일      | 대한민국(전국) | 대한민국(전국) |
| ----------- | ----------- | -------------- | -------------- |
| 제1회       | 8월 29일    | 7.8%           | 8.0%           |
| 제2회       | 9월 4일     | 7.1%           | 7.5%           |
| 제3회       | 9월 5일     | 7.4%           | 7.7%           |
| 제4회       | 9월 11일    | 6.1%           | 6.8%           |
| 제5회       | 9월 12일    | 6.5%           | 7.6%           |
| 평균 시청률 | 평균 시청률 | 7%             | 7.6%           |

- TNmS와 AGB닐슨 미디어 리서치에서 공개한 표를 바탕으로 작성한 시청률이다. 빨간색 글씨는 최고 시청률, 파란색 글씨는 최저 시청률을 나타낸다.

## 참고 사항
- 정동환, 안재모는 SBS 월화 드라마 《야인시대》 이후 8년 만에 재회하여 캐스팅 되었다.[7][8]
- KBS 1TV 주말 특별 기획 드라마는 해당 프로그램을 마지막으로 폐지됐다.